# 2653 Principia
2653 Principia је астероид главног астероидног појаса са средњом удаљеношћу од Сунца која износи 2,445 астрономских јединица (АЈ).
Апсолутна магнитуда астероида је 12,1.